# Tau (Noruega)

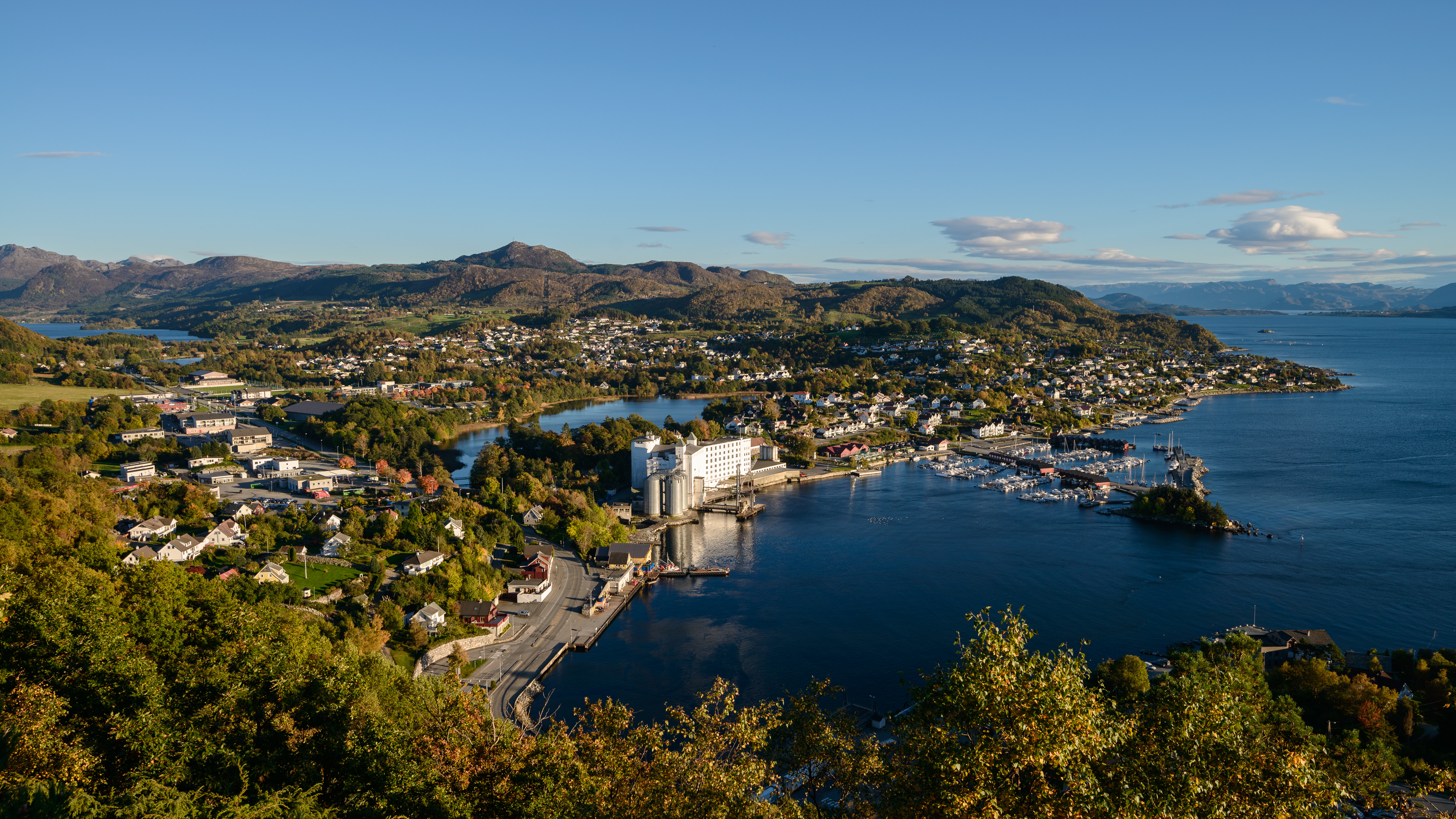
Panorámica de la bahía de Tau

Tau es una aldea en el municipio de Strand,  Rogaland, al suroccidente de Noruega. Tau cuenta con poco más de  3.000 habitantes y está conectado a Stavanger por un   ferry (denominado Høgsfjordsambandet).
En 2019, se tiene previsto inaugurar un túnel submarino de 14 kilómetros bajo la bahía (llamado Ryfast) , con lo que el transporte de cabotaje naval entre ambos puntos caería eventualmente en desuso.

## Etimología
El origen del nombre no es claro. Podría provenir de la palabra nórdica taufr, que  significa 'brujería', como se cree que había un campo de sacrificio en esa zona en la Edad del Hierro.

## Historia
Se han realizado excavaciones con hallazgos de antiguos naufragios, lo  que sugiere que han existido  actividades comerciales en Tau desde la Alta Edad Media.  En Ryfylke se dio bastante la industria naviera a partir de 1500 o 1600 en adelante,  especialmente en Tau.
Tau tradicionalmente,  fue un centro para moler el maíz para grandes partes de Ryfylke.
Con la ayuda de la tecnología alemana, se construyó un gran planta de  operaciones en el año 1900. Esto llevó a  que se realizaran  flujos internacionales de transporte marítimo.

## Geografía
Tau está situada  cerca de la costa del Mar del Norte. Es el eje de comunicación con las conexiones de ferry a Stavanger (ciudad a 19 km de distancia sobre la bahía conformada por el canal Hillefjorden) y los servicios de autobús a Hjelmeland y más sitios urbanos en Ryfylke. Tau está situada a lo largo de la Carretera Turística Nacional 13 (Ryfylkeveien).
Al igual que el resto de la recortada costa noruega, posee una serie de erosionadas colinas que descienden abruptamente a la bahía, con una estrecha llanura litoral.

## Demografía
El pueblo cuenta con 3.083 habitantes  (al 1 de enero de 2014). Se espera que Tau vaya a tener un fuerte crecimiento de la población después de la apertura de la carretera y túnel Ryfast, que reemplazará el servicio de ferry entre Tau y Stavanger en 2019.
A unos 10 kilómetros al sureste, se encuentra la ciudad de Jørpeland, el asentamiento más grande del municipio con cerca de 5.500 personas, alrededor de la mitad de la población de todo Strand.

## Comercio  e industria

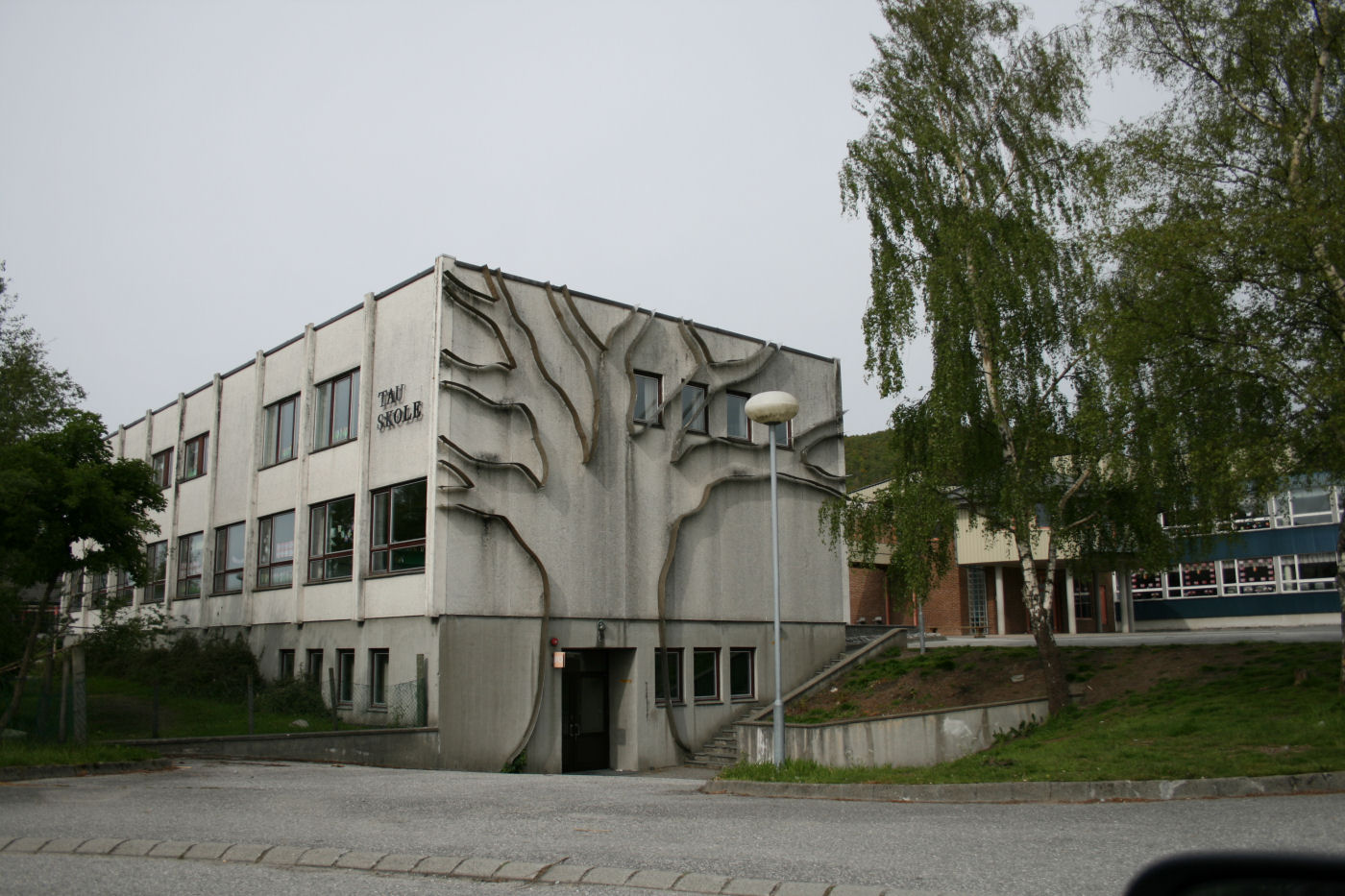
Escuela de Tau

Por su ubicación estratégica, Tau es un centro de tráfico en el municipio.  El tránsito es bastante  frecuente a Stavanger (cuarta ciudad más grande del país y capital petrolera)  gracias a  un puerto de ferries rápidos para el tráfico de pasajeros. 
De igual forma,  hay un servicio de autobuses  a Fiskå, Hjelmeland y Jørpeland. 
En Tau se encuentra la fábrica de avena Tau Mølle AS. Está situada en un molino blanco que se utilizó para preparar la cerveza noruega conocida como "Tou".
Comrod Comunicaciones es el mayor empleador de Tau , empresa especializada en la fabricación antenas,  principalmente para uso militar. Electrocompaniet AS (de cableados y conexiones eléctricas)  también se asienta en Tau.

## Personalidades de Tau y alrededores
- Kjell Østrem (1932-2014), embajador
- Hallgeir H. Langeland (1955-), miembro del Parlamento (SV) 1997-2013, nació y se crio en Tau.
- Gunn-Rita Dahle Flesjå (1973-), ciclista de montaña de Bjørheimsbygd.
- Ellen Dorrit Petersen (1975-), actriz, nacida y criada en el Tau.
- Hadia Tayikistán (1983-), miembro del Parlamento (Trabajo) a partir de 2009, el ministro de 2012 a 2013, nació y se crio en Bjørheimsbygd.